# هيو
هيو،(بالسويدية:Hjo) مدينة وبلدية في السويد تقع في مقاطعة فسترا غوتلاند.

## أعلام
- آيزاك أرفيدسون